# Altamira Fútbol Club
L'Altamira Fútbol Club,  noto comunemente come Estudiantes de Altamira, è stata una società calcistica messicana di Altamira esistita fra il 2001 ed il 2015.

## Storia
Il 12 luglio 2001 l'expansion team Estudiantes de Santander indisse un provino rivolto ai giovani per entrare a far parte del club che dalla stagione seguente avrebbe militato nella terza divisione messicana. La società fu fondata ufficialmente il 9 agosto successivo.
Dopo alcune stagioni trascorse in Segunda División de México il club acquistò la licenza della Real Sociedad de Zacatecas al termine dell'Apertura 2003 garantendosi un posto nel seguente torneo di Clausura 2004 della Primera División A. Qui vi rimase per tre stagioni, fungendo da filiale prima per il San Luis e poi per il Pumas UNAM, retrocedendo al termine del torneo di Clausura 2005
Il club, che nel frattempo cambiò nome in Altamira Fútbol Club, rimase nella terza divisione fino alla stagione 2009-2010 quando fu promosso in Liga de Ascenso dopo essere arrivato secondo nel Torneo di Apertura. Le due squadre vincitrici, infatti, erano filiali di club militanti in Primera División ed erano quindi impossibilitate a salire di categoria.
Nelle successive stagioni il club si confermò in pianta stabile in seconda divisione, riuscendo a qualificarsi alla Liguilla nei Tornei di Apertura del 2011 e del 2014, classificandosi rispettivamente al sesto e settimo posto nel tabellone generale. In particolare nel 2014 riuscì ad arrivare fino alla semifinale dove fu sconfitto dal Coras de Tepic.
Al termine della Clausura 2015 il club fallì a causa di alcuni problemi economici. La squadra venne trasferita a Tapachula cambiando nome in Cafetaleros de Tapachula.

## Logo e colori sociali
Il logo del club simboleggia le tre principali risorse della città portuale di Altamira (un'ancora, una nave ed una fabbrica) mentre i colori sociali, bianco e navy, simboleggiano le acque del Golfo del Messico.

## Risultati
- Segunda División de México

Finalista: 2009 (Apertura)